# مقاطعة فورد (إلينوي)
مقاطعة فورد (بالإنجليزية: Ford County)‏ هي إحدى المقاطعات في ولاية إلينوي في الولايات المتحدة الأمريكية.